# Umbellula huxleyi
Umbellula huxleyi är en korallart som beskrevs av Rudolf Albert von Kölliker 1880. Umbellula huxleyi ingår i släktet Umbellula och familjen Umbellulidae. Inga underarter finns listade i Catalogue of Life.